# Bidouze
Die Bidouze ist ein Fluss in Frankreich, der im Département Pyrénées-Atlantiques, in der Region Nouvelle-Aquitaine verläuft. Auf einigen Kilometern ist sie auch Grenzfluss zum benachbarten Département Landes. Die Bidouze entspringt im Massif des Arbailles, im Gemeindegebiet von Aussurucq, und entwässert generell Richtung Nord bis Nordwest durch das französische Baskenland. Nach rund 82 Kilometern mündet sie im Gemeindegebiet von Guiche als linker Nebenfluss in den Adour.

## Anmerkungen

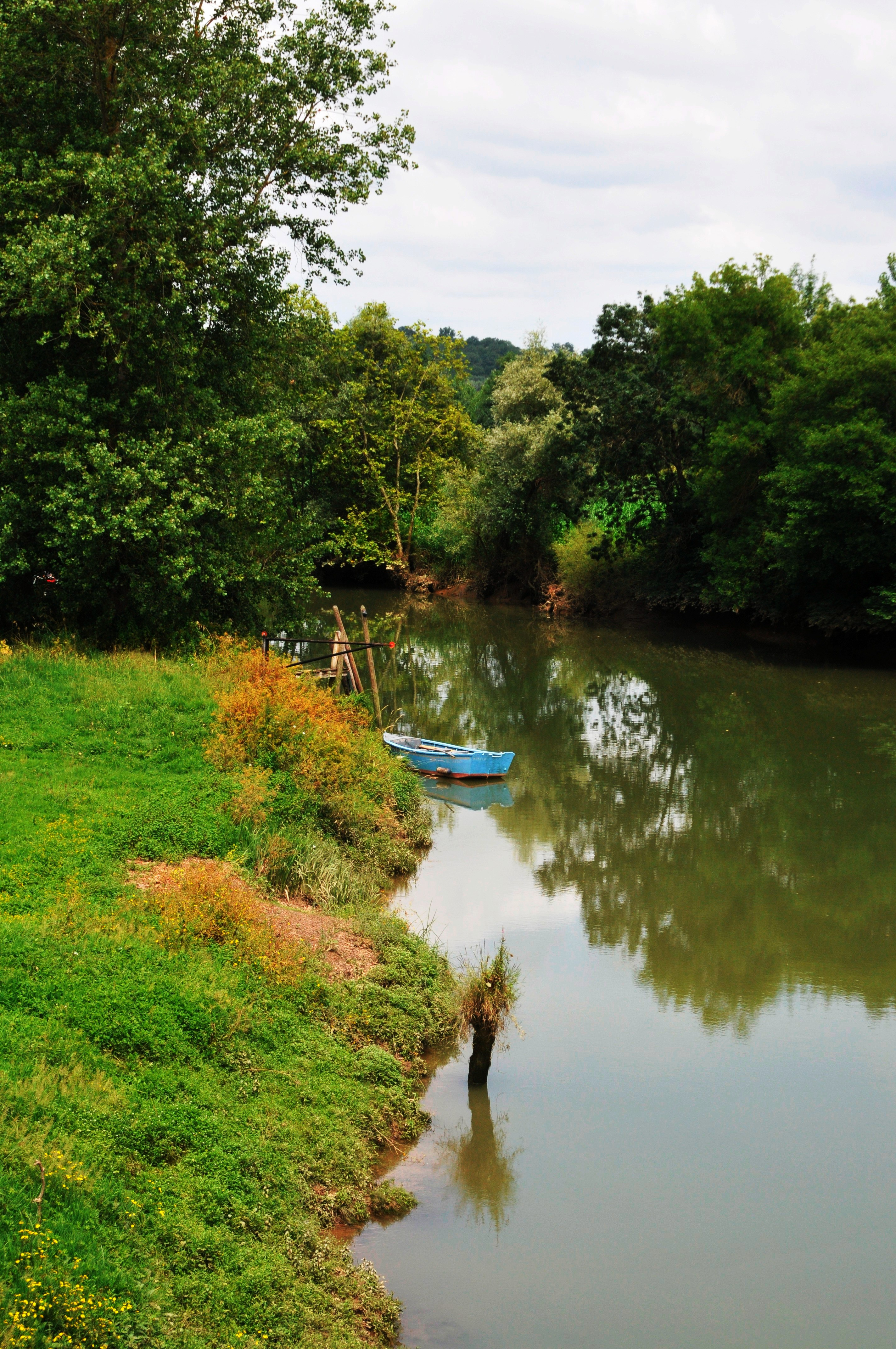
Die Bidouze bei Bidache

## Orte am Fluss
- Saint-Just-Ibarre
- Béhasque-Lapiste
- Saint-Palais
- Bidache